# Daniel Schwaab
Daniel Schwaab (* 23. August 1988 in Waldkirch) ist ein ehemaliger deutscher Fußballspieler. Er spielte auf der Position des Innenverteidigers.

## Verein

### Jugend/Amateur
Er begann mit vier Jahren bei den Bambini des SV Waldkirch mit dem Fußballspielen. Er stand zunächst im Tor und wechselte später ins Feld. Im Jahre 2000 wechselte er zum SC Freiburg in die Jugendabteilung. Der Verteidiger gewann 2006 mit den Freiburger A-Junioren den DFB-Pokal (4:1 im Finale gegen den Karlsruher SC) und bekam einen Vertrag für das Oberligateam der Breisgauer.

### Profi

#### SC Freiburg
Durch einige Verletzungen und Abgänge im Profikader kam er am 4. Spieltag der Saison 2006/07 im Spiel gegen den TSV 1860 München in der Allianz Arena vor 42.500 Zuschauern zu seinem ersten Einsatz in der 2. Bundesliga. Er kam in drei Jahren zu 91 Einsätzen und sechs Toren.

#### Bayer 04 Leverkusen

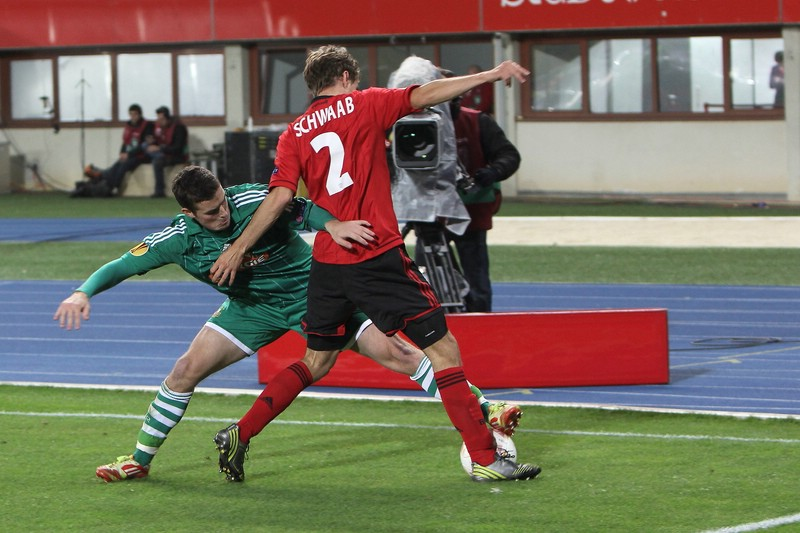
Daniel Schwaab in Aktion (2012)

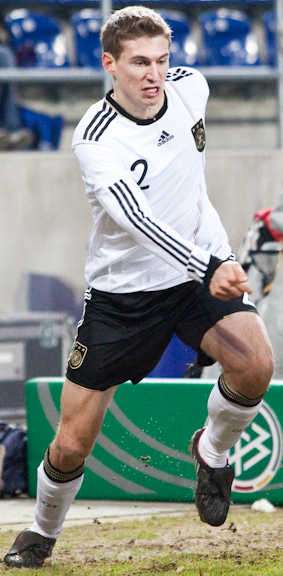
Daniel Schwaab bei der deutschen U-21

Nach Ablauf seines Vertrags wechselte er zum 1. Juli 2009 zu Bayer 04 Leverkusen. Sehr schnell etablierte er sich als linker Außenverteidiger. Gegen Ende der Saison wurde er im Auswärtsspiel gegen Eintracht Frankfurt kurz nach der Halbzeitpause wegen groben Foulspiels vom Platz gestellt. Danach drehte die Eintracht einen 1:2-Rückstand in einen 3:2-Sieg. In der Saison darauf bestritt Schwaab 30 der 34 Saisonspiele. Am Ende wurde er mit den Leverkusenern Vizemeister.

#### VfB Stuttgart
Am 8. Mai 2013 unterzeichnete Schwaab beim VfB Stuttgart einen bis Ende Juni 2016 datierten Vertrag, der mit dem Ablauf seines Vertrages in Leverkusen zur Saison 2013/14 in Kraft trat. Am 6. Spieltag der Saison 2014/15 erzielte er, mittlerweile Stammspieler in der Innenverteidigung des VfB, beim 1:0-Heimsieg gegen Hannover 96 sein erstes Bundesligator für die Schwaben. Er verließ den Verein mit Ablauf des Vertrags Ende Juni 2016.

#### PSV Eindhoven
Am 11. Juli 2016 unterzeichnete Schwaab einen Dreijahresvertrag bei der PSV Eindhoven. Er verbuchte in seiner ersten Saison einen Einsatz im niederländischen Pokalwettbewerb, sechs Einsätze in der UEFA Champions League und 23 Einsätze in der Eredivisie. In seinem zweiten Jahr wurde er mit der PSV Eindhoven Meister; Schwaab wurde als „unauffällige Kraft“ beschrieben. Sein 2019 ausgelaufener Vertrag wurde zunächst nicht verlängert. Schwaab hielt sich in der Sommerpause beim SC Freiburg fit und unterschrieb im August 2019 einen neuen Einjahresvertrag bei der PSV Eindhoven.
Im Oktober 2020 verkündete er sein sofortiges Karriereende.

### Trainer
Schwaab betreute seit der Saison 2022/23 die U16- und U17-Junioren des Sport-Clubs als Co-Trainer. Zur Saison 2025/26 wurde er Verbindungstrainer in der zweiten Mannschaft.

## Nationalmannschaft
Am 21. August 2007 debütierte Schwaab in der deutschen U-21-Nationalmannschaft. Beim Spiel gegen Irland stand er in der Startaufstellung. Bei der U-21-Europameisterschaft 2009 in Schweden unter Bundestrainer Horst Hrubesch kam Schwaab im Finale gegen England in der 68. Minute zu seinem Turnierdebüt und wurde mit der Mannschaft U-21-Fußball-Europameister.

## Erfolge
- Europameister 2009 mit der deutschen U-21-Nationalmannschaft
- Deutscher Vizemeister 2011 mit Bayer 04 Leverkusen
- Niederländischer Meister: 2018
- Niederländischer Supercup-Sieger: 2016

## Privates
Neben seiner Fußballkarriere studierte Schwaab an der Fernuniversität in Hagen Wirtschaftswissenschaften. Dieses Studium schloss er im Juni 2016 mit dem Bachelorgrad ab.  Schwaab ist verheiratet, hat Kinder und lebt mit seiner Familie in Waldkirch.